# Byrkjelo
Byrkjelo este o localitate din comuna Gloppen, provincia Sogn og Fjordane, Norvegia, cu o suprafață de 0,49 km² și o populație de 286 locuitori (2013).